# Kloster Bethlehem (Bützow)

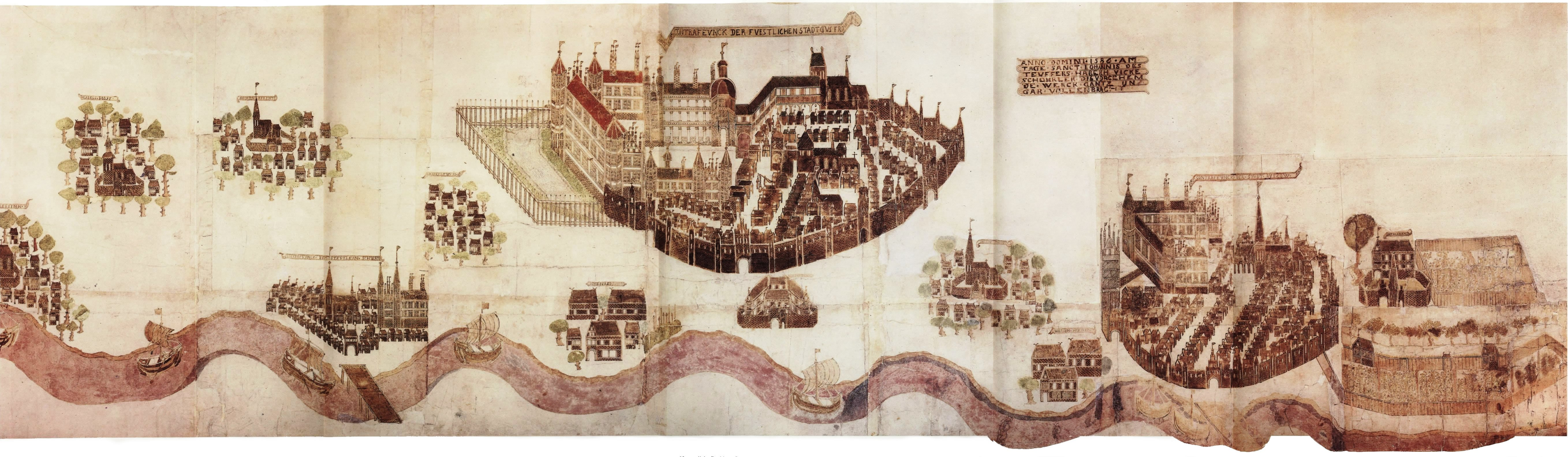
Abbildung des Klosters in der Vicke Schorler-Rolle 1585 (rechts am Bildrand)

Das Kloster Bethlehem  der Schwestern vom gemeinsamen Leben, einer Ordensgemeinschaft mit Augustinerregeln, wurde 1468 hinter der Ringmauer und Stadtgraben Vor dem Rostocker Thor in Bützow gegründet, im Zuge der Reformation aufgehoben und 1566 in ein fürstliches Armenhaus umgewandelt.

## Geschichte
Der männliche Zweig der Kongregation, die Brüder vom gemeinsamen Leben, war seit 1462 im benachbarten Rostock mit dem Michaeliskloster vertreten. Die Schwestern vom gemeinsamen Leben verwirklichten die Ideale ihres Gründers Geert Groote in stiller, tätiger Nächstenliebe mit Handarbeit, Krankenpflege und Mädchenunterricht.
Zum Bützower Kloster mit seinem Haus Betlehem sind nur zehn urkundliche Nachrichten überliefert. Allgemein wird die Gründung des Klosters mit einer Nachricht des großen Klosterreformers und Augustinerchorherren Johannes Busch in Verbindung gebracht. 1468 bat die Vorsteherin des Segeberghauses und des Michaeliskonvent in Lübeck den Kirchenreformer der Windesheimer Kongregation, Johannes Busch um eine Mutter für das neue Haus der Schwestern vom gemeinsamen Leben in Bützow. Am 23. August 1469 bestätigte Bischof Werner Wolmers von Schwerin die neue Stiftung mit einer Ordnung zur Verhaltensweise der Jungfrauen. So scheint die Initiative zur Klostergründung vom Bischof Werner ausgegangen zu sein, denn in seiner Amtszeit wurden schon die Brüder vom gemeinsamen Leben in Rostock angesiedelt. Auch die Ortslage vor Bützow sprach für sein Stiftsgebiet. Der Bischof verhalf danach den Schwestern vom gemeinsamen Leben mehrfach zu ihrem Recht.
1470 dankte Bischof Werner dem Bürgermeister und Ratsmännern von Wismar, dass sie auf seine zugunsten der Schwestern zu Betlehem zu Bützow bei Herrn Jaspar Wilde eingebrachte Einrede die Güter und Gelder wegen 30 Wismarscher Pfennige aus dem Nachlass des in Rom verstorbenen Magister Nicolaus Lange mit dem Kloster Marienwohlde bei Mölln verglichen haben.
1483 verfügte der Rostocker Bürger Gerdt von Kamen in seinem Testament zweieinhalb Mark jährliche Rente für die Jungfrauen tho Betlehem vor Bürzow. Die Olderleute der Bruderschaft Unser lieben Frauen in Rostock bewilligten 1492 von einem Legat drei Mark jährliche Zinsen an die beginen zu Betlehem.
 

1508 gewährte der Schweriner Bischof Petrus Wolkow denjenigen, 

„welche zum bebew und anderer noturfft des oratorii vor Bützow Betlehem genannt“

„welche Gegenstände zur Errichtung und Ausstattung für das Kloster vor Bützow, das Betlehem genannt wird.“

 zur Verfügung stellen, 40 Tage Ablass.
1511 wurde im Rostocker Stadtbuch vermerkt:

„Witlik sye dat de andechtige suster Geske Sulstede nu tortyt moder betlehem vor Buttzow belegen myt bylwesen syster Margareten Toben unde Ilsaeben Hoppen von weghen der gantzen Samelinge edder Conventes to vorlehen hefftopenbar bekennt, dat se der erffschechtynge halven ß dele. Ilsaeben Hoppen vor eres ßeligen vaders wegen Hinrik Hoppen.“

„Die fromme Schwester Geske Sulstede hat als Äbtissin des Klosters Bethlehem vor Bützow gemeinsam mit den edlen Schwestern Margarete Toben und Ilsabe Hoppen im Namen der gesamten Ordensgemeinschaft feierlich erklärt, dass die Schwester Ilsabe Hoppen aufgrund des Erbanspruchs ihres verehrten Vaters Hinrik Hoppen einen Teil des Besitzes beansprucht.“

Die Jungfrauen zu Betlehem bei Bützow und die Augustinermönche von Sternberg wurden 1517 mit einem testamentarischen Vermächtnis von je fünf Mark des Hinrich Becker aus Wismar bedacht.

„den Mönnecken thom Sternbargh geue ick viff marck, item den Junckfrouwen tho Bethlehem by Bützow geue ick viff marck.“

„Den Mönchen zu Sternberg gewähre ich fünf Mark, auch den Jungfrauen zu Bethlehem bei Bützow schenke ich fünf Mark.“

1522 bedachte der Rostocker Bürgermeister Arnd Hasselbeck die Schwestern vom gemeinsamen Leben in seinem Testament mit zehn Mark sundisch. Weitere belegbare Nachrichten vom vorreformatorischen Bestand des Klosters sind nicht vorhanden.
In den überlieferten Bützower Visitationsprotokollen von 1533 wurde die nahe am Wasser gestandene Kapelle der Schwestern vom gemeinsamen Leben nicht mehr genannt. Somit muss das Kloster zwischen 1522 und 1553 aufgehoben worden sein. Bei der Neuordnung der sozialen Fürsorge in Bützow wurde das Kloster Bethlehem 1567 in ein fürstliches Armenhaus umgewandelt. Herzog Ulrich bestätigte das von seiner Frau errichtete sogenannte Fürstliche Armenhaus, das unabhängig vom städtischen Armenhaus bestand. Der Herzog gab diesem fürstlichen Armenhaus die 50 Morgen Acker, drei Wiesen und ein Kapital 5393 Goldgulden vom Besitzstand des aufgehobenen Klosters und zusätzlich noch die Bauerndienste aus Passin und Baumgarten. Während des Dreißigjährigen Krieges standen 1632 noch 828 Goldgulden aus.

### Baulichkeiten des Klosters
Der Ablassbrief Bischofs Petrus Wolkow von 1508 weist auf eine Bautätigkeit im Kloster hin. Die provisorischen Bauten der Gründerzeit dürften ersetzt worden sein. Der zeitgenössische bauliche Zustand von 1585 wurde durch den Rostocker Krämer Vicke Schorler auf dem letzten Blatt der Vicke-Schorler-Rolle dargestellt. In der Proportion zu den übrigen Gebäuden Bützows ragt das Kloster im guten Zustand deutlich heraus. Das Kloster lag außerhalb der Bützower Stadtmauern vor dem Rostocker Tor. Der Zugang zur Anlage war durch zwei Tore möglich. Die gotischen Stufengiebel der Tore mit dem verbretterten Turm im Eingangsbereich und die sorgfältigen Steinlagen der mit Spitzen bewehrten Umfassungsmauer lassen eine detailgetreue Rekonstruktion der Klosteranlage zu. Auf dem Dach des zweigeschossigen Haupthauses von drei Achsen ist rechts von der Wetterfahne sogar die Bezeichnung Bethlehem zu lesen. Im umfriedeten Wirtschaftsgarten sind die Ranken, Blätter und Stangen der Hopfenpflanzen ebenso eingezeichnet, wie die Lagebeziehung des Klosters zum Rostocker Tor mit der Landstraße nach Rostock und zur Warnow.
Nur wenig blieb vom Kloster Betlehem vor Bützow erhalten, neben wenigen Urkunden der Straßenname Vor dem Rostocker Tor.

### Ungedruckte Quellen
- LHAS 1.5-4 Urkunden. Regesten II. im Landeshauptarchiv Schwerin